# Nicolò Beregan
Nicolò Beregan (auch Berengani, Bergani; * 21. Februar 1627 in Vicenza; † 17. Dezember 1713 in Venedig) war ein italienischer Rechtsanwalt, Dichter und Librettist.

## Leben
Beregan war einer der bekanntesten Rechtsanwälte Venedigs und außerdem als Literat und Philologe hoch angesehen. Von 1656 bis 1660 lebte er wegen einer persönlichen Fehde mit einem deutschen Kaufmann im Exil. Er stand mit dem kaiserlichen Hof in Wien in Verbindung und korrespondierte mit Herzog Johann Friedrich von Braunschweig-Lüneburg, einem wichtigen militärischen und musikalischen Unterstützer Venedigs.
Beregans Libretti, die meist in heroischem Stil geschrieben sind, wurden von einigen der bekanntesten Komponisten seiner Zeit vertont und noch von späteren Librettisten wie Pietro Pariati als Vorlagen verwendet.

## Werke
- L’Annibale in Capua (1661), vertont von Ziani
- Il Tito (1666), vertont von Cesti
- Genserico (1669), vertont von Cesti
- L’Heraclio (1671), vertont von Ziani
- L’Ottaviano Cesare Augusto (1682), vertont von Legrenzi
- Giustino (1683), vertont von Legrenzi